# Pseudodiocus scorpaenus
Pseudodiocus scorpaenus är en kräftdjursart som beskrevs av Ho 1972. Pseudodiocus scorpaenus ingår i släktet Pseudodiocus och familjen Chondracanthidae. Inga underarter finns listade i Catalogue of Life.